# Laura Sánchez
Laura Aleida Sánchez Soto, född 16 oktober 1985 i Guadalajara, Mexiko, är en mexikansk simhoppare. Hon har representerat Mexiko i sommar-OS sedan 2004 och vann sin första olympiska medalj 2012.